# Municipio de East Chain
El municipio de East Chain (en inglés: East Chain Township) es un municipio ubicado en el condado de Martin en el estado estadounidense de Minnesota. En el año 2010 tenía una población de 296 habitantes y una densidad poblacional de 3,17 personas por km².

## Geografía
El municipio de East Chain se encuentra ubicado en las coordenadas 43°32′36″N 94°18′30″O / 43.54333, -94.30833. Según la Oficina del Censo de los Estados Unidos, el municipio tiene una superficie total de 93.35 km², de la cual 91,6 km² corresponden a tierra firme y (1,88 %) 1,75 km² es agua.

## Demografía
Según el censo de 2010, había 296 personas residiendo en el municipio de East Chain. La densidad de población era de 3,17 hab./km². De los 296 habitantes, el municipio de East Chain estaba compuesto por el 97,64 % blancos, el 2,03 % eran de otras razas y el 0,34 % eran de una mezcla de razas. Del total de la población el 2,36 % eran hispanos o latinos de cualquier raza.